# Холмогоры
Холмого́ры (среди местных жителей также распространено произношение Хо́лмогоры) — село (до 1925 года — город) в низовье Северной Двины, административный центр и крупнейший населённый пункт Холмогорского района Архангельской области. С 2006 года село является также центром Холмогорского сельского поселения. В допетровское время — главный город Двинской земли, центр Холмогорской епархии.
Село Ломоносово, расположенное вблизи Холмогор на острове Куростров, известно как родина М. В. Ломоносова.

## География
Расположено на левом берегу реки Северная Двина, рядом с федеральной автотрассой «Холмогоры» (Москва — Ярославль — Вологда — Архангельск).

## Этимология
Древнерусская форма названия — Колмогоры (Софийская первая летопись под 1417 годом, 260; Аввакум 201 и др.). Название образовано из фин. kalma «смерть; могила» + фин. kari «утёс». В рамках народной этимологии название было сближено с холм и гора́, го́ры.
По мнению К. Ф. Тиандера, название образовано от др.-сканд. Holmgarðr, древнескандинавского названия Новгорода. Лингвист Макс Фасмер отвергал эту этимологию, считая название местным.
Местные жители всегда (или предельно часто) ставят ударение на первую гласную — Хо́лмогоры, а не на предпоследнюю, как большинство иногородних. Однако в современности второй вариант произношения названия села (с ударением на предпоследнюю букву) считается основным и распространяется в речи.
Названия жителей — холмого́рцы; холмого́ряне; холмого́ры. Михаил Ломоносов в «Российской грамматике» писал: «Многие места имен отечественных не имеют. Иные в отечественных избыточествуют: …Холмогоры, холмогорец и холмогор» (§ 235).

## История

### Ранний период
В период истории до X—XI веков Двинская земля была населена преимущественно финно-угорскими племенами (саамы, чудь заволочская). В подтверждение этому приводится этимология многих топонимов Архангельской области (наименования рек, деревень и городов), которая определённо восходит к финно-угорским языкам. К X веку финно-угорские народы были вынуждены покинуть Двинскую землю и переселиться на север в связи с началом освоения данных земель славянскими переселенцами.
Исследователи предполагают, что земля, где расположены Холмогоры, могла быть известна и в средневековой Европе. На территории долины Северной Двины, Архангельской области или соседней Мурманской области разные филологи располагают государство Биармия, интерпретировать которое как какую-либо определённую страну достаточно трудно.
Допуская это, имеется вероятность того, что в течение реки Северной Двины, на побережье которой расположено село, побывал древнеанглийский исследователь Оттар во время своего путешествия, легендарный конунг Рагнар Кожаные Штаны и другие скандинавы. Ведущая версия предполагает, что Оттар побывал в Белом море, но остановился на Кольском полуострове. Филолог Стеблин-Каменский М. И. предполагает, что река Вина древнеисландских источников — не что иное, как река Северная Двина, другие же исследователи отвергают эту версию.

### Возникновение и средневековые упоминания
Местная традиция относит возникновение города к 1137 году (XII век), основываясь на грамоте Новгородского князя Святослава Ольговича, где упоминается дальний новгородский Ивани-Погост, расположенный в устье Северной Двины. Соотносить Ивани-Погост с Холмогорами достаточно трудно, поскольку письменные источники утверждают, что на месте современного села располагались чудские деревни Курцево, Качковка и Падрокурье. Основание Холмогор как города и столицы Поморской земли большинство исследователей относит к XIV веку.
Поселение Холмогоры сложилось из нескольких деревень Двинской земли, которые находились вдоль Курополки, протоки Северной Двины.
Впервые поселение упоминается как Ко́лмогоры в грамоте великого князя владимирского к двинскому посаднику между 1328 и 1340 годами. Первая деревянная крепость новгородцев появилась в конце XIV — начале XV века.
В XVI—XVII веках Холмогоры представляли собой агломерацию нескольких посадов и деревень. В 1686 году они официально были объединены в единое поселение.
В 1553 году близ Николо-Корельского монастыря на остров Ягры высадился экипаж судна «Эдуард Бонавентура» под командованием шкипера Ричарда Ченслора, направленного Лондонской Московской компанией для отыскания Северного морского пути в Китай. Ченслор был тепло принят в Холмогорах местным воеводой Феофаном Морозовым и направлен для переговоров в Москву. В результате Московская компания получила монополию на торговлю с Россией через Холмогоры вплоть до 1698 года. В 1560-е годы англичане открыли в Холмогорах канатные дворы (мануфактуры) для переработки сырья (пеньки) на месте.
Осенью 1613 года возведён четырёхугольный деревянный Холмогорский кремль (острог) с пятью башнями. 8 декабря 1613 года Холмогорский кремль успешно выдержал осаду польско-литовского войска. Так как старый кремль был размыт половодьем, в 1621 году на противоположном высоком берегу, где находился Курцев посад, построен новый многоугольный в плане деревянный кремль с 11 башнями. Он ремонтировался в 1656 году, был перестроен в 1692 году. В 1723 году сгорел, после чего более не восстанавливался.
Вплоть до начала XVII века Холмогоры были административным центр Подвинья, с 1587 года — резиденцией двинского воеводы. С конца XVI века до 1699 года действовала таможенная изба. Холмогоры были крупным торгово-ремесленным центром. Получили развитие кузнечное дело, обработка серебра и др..

### Расцвет
Расцвет Холмогор приходится на конец XVII века, когда вся торговля России с Западной Европой шла через Архангельск. После создания Холмогорской епархии (1682 год) в город прибыл её первый глава, архиепископ Афанасий (Любимов), который развернул бурную строительную деятельность. Были возведены каменные кафедральный Спасо-Преображенский собор с колокольней, ансамбль архиерейского дома. Колокольня являлась книгохранилищем и астрономической обсерваторией — на ярусе звона стояла подзорная труба. Тем же временем датируется приходская церковь в близлежащем селе Верхние Матигоры.
В конце XVII века Холмогоры становятся одним из центров русской иконописи. Формируется своеобразный народный промысел — холмогорская резьба по кости и другие промыслы.
Центр Холмогорской и Важской епархии, с 1731 года — Архангелогородской и Холмогорской епархии (1682—1762).
В 1702 году административный и военный центр Двинской земли, в том числе резиденция воевод, были перенесены в Архангельск.

### Упадок
В 1762 году архиерейская кафедра была перенесена в Архангельск и Холмогоры стали приходить в упадок.
В XVIII веке Холмогоры были центром Околопосадной и Волокопинежской трети Двинского (Архангельского) уезда Архангелогородской губернии. Уездный город Архангелогородской губернии (1708—1780), Архангельской области Вологодского наместничества (1780—1784), Архангельской губернии (1784—1922; до 1796 наместничество).
Советская власть в Холмогорах была установлена в марте 1918 года. В августе 1918 — феврале 1920 года Холмогоры находились под контролем белых войск и войск Антанты.
Холмогоры были волостным центром Емецкого (1922—1924) и Архангельского (1924—1929) уездов. В 1922 году центр Холмогорского уезда был перенесён в Емецк, а сам уезд переименован в Емецкий уезд. После упразднения Емецкого уезда в 1925 году Холмогоры вошли в состав Архангельского уезда. С 1925 года — село.
Районный центр Архангельского округа Северного края (1929—1930), Северного края (1930—1936), Северной области (1936—1937), с 1937 года Архангельской области.

### Место ссылки и концлагерь
В XVII—XX веках Холмогоры были местом ссылки, начиная со ссылки сюда «Брауншвейгского семейства». В 1744—1756 году Холмогоры были местом окончательной ссылки семьи свергнутого российского императора Ивана VI Антоновича. Сюда были доставлены его отец Антон Ульрих Брауншвейгский, мать Анна Леопольдовна («правительница России» — регентша при свергнутом императоре в 1740—1741 годах), а также их дочери Екатерина и Елизавета. Уже в холмогорской ссылке родились двое других детей — Пётр и Алексей. Антон-Ульрих скончался в Холмогорах в 1774 году, где был тайно похоронен. Точное место его захоронения неизвестно. Одна из поисковых групп объявила, что останки самого Ивана VI покоятся на месте снесённой Успенской церкви. «Брауншвейгское семейство» покинуло Холмогоры только в 1780 году, с позволения императрицы Екатерины II выехало в Данию.
В 1920 году в Холмогорах действовал один из первых в РСФСР лагерей.

## Население
| 1867  | 1918  | 1959  | 1970  | 1979  | 1989  | 2002  |
| ----- | ----- | ----- | ----- | ----- | ----- | ----- |
| 1256  | ↘918  | ↗4003 | ↘3327 | ↗4586 | ↗5205 | ↘4592 |
| 2010  | 2012  | 2021  |       |       |       |       |
| ↘4150 | ↗4343 | ↘3394 |       |       |       |       |

## Достопримечательности

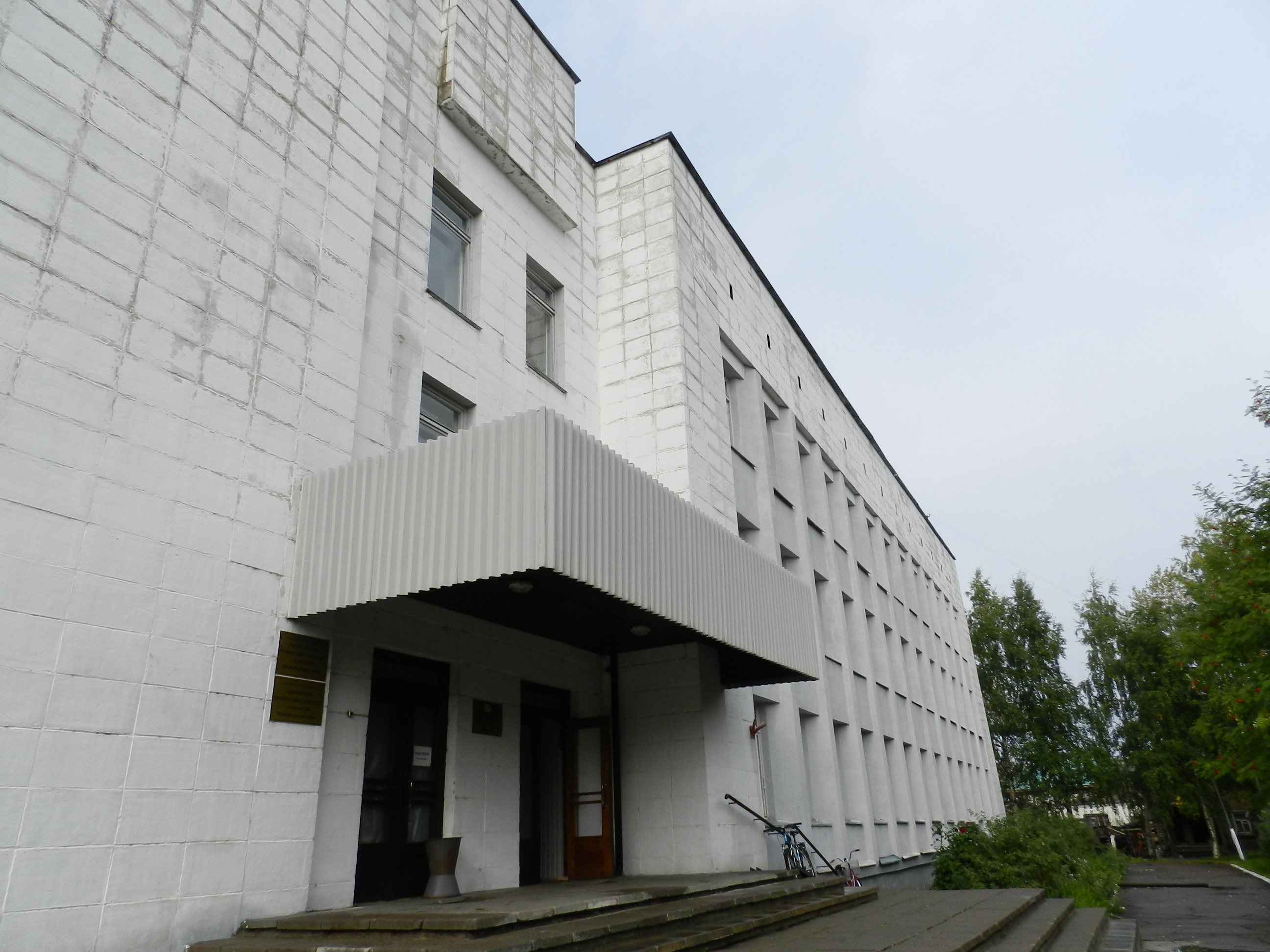
Администрация Холмогор

- Комплекс архиепископского двора на «городке»: 6-столпный Спасо-Преображенский собор (1685—1691), колокольня (1683—1685), двухэтажные архиерейские палаты (1688—1691), храм Двенадцати Апостолов (1781—1782), постройки бывшего Успенского женского монастыря (основан, вероятно, во второй трети XVII века как Владимирский, в 1687 году был переведён на Курцевский посад и получил название Успенский, в 1802 году переведён на архиерейский двор, закрыт в 1920 году), в том числе храм Сошествия Святого Духа (второй ярус колокольни, 1865—1868).
- Районный краеведческий музей (1992, с 2004 филиал Историко-мемориального музея М. В. Ломоносова)[7].
- Близ Холмогор, в селе Ломоносово на Курострове, на родине М. В. Ломоносова, — Историко-мемориальный музей М. В. Ломоносова (1941), храм Димитрия Солунского (1725—1738, трапезная и колокольня — 1753—1765)[7]. Между Холмогорами и Куростровом в период летней навигации действует паромная переправа.
- В селе Верхние Матигоры — храм Воскресения Христова (1686—1694)[7].

## Известные жители
- Серебренников, Борис Александрович — советский лингвист, академик АН СССР, уроженец Холмогор

## В искусстве
- «Серёжа» (1960) — главный герой фильма едет в Холмогоры.
- «Как Деревянко Ломоносова играл» (2024) — действие фильма происходит в Холмогорах.